# Dřel
Dřel je zřícenina malého panského sídla (tvrze nebo malého hradu) severně od obce Koldín v okrese Ústí nad Orlicí. Jeho pozůstatky se nacházejí na vrchu Chlum v nadmořské výšce okolo 360 metrů ve výběžku katastrálního území Koldín.

## Historie
O sídlu se dochovalo jen málo zpráv. Jeho jméno se v letech 1442–1451 objevuje v predikátu Viléma z Orle a Dřele, v roce 1514 se uvádí Kateřina Dřelská, provdaná z Janovic. Na konci patnáctého století byl statek Dřel připojen k borohrádeckému panství, ale není jisté, jestli v té době sídlo ještě plnilo svůj původní účel. Archeologické nálezy dokládají, že mohlo zaniknout požárem. K panskému sídlu patřila stejnojmenná vesnice, která se v roce 1568 stala součástí potštejnského panství a ještě v roce 1587 je zmiňována v jeho urbáři, avšak na přelomu šestnáctého a sedmnáctého století zanikla. Její pozemky byly připojeny k nově založenému poplužnímu dvoru Závrší, který nechal postavit Adam Šťastný Hrzán z Harasova a u nějž byla vybudována nová tvrz.

## Stavební podoba
Areál sídla byl jednodílný. Přístupová cesta obcházela jeho západní stranu a ústila do malého obdélného nádvoří, k jehož západní straně přiléhala obdélná budova. Jižní stranu nádvoří uzavírala rozměrnější stavba, snad donjon, o velikosti půdorysu 14 × 12 metrů.

## Přístup
Zbytky sídla jsou volně přístupné, ale nevede k nim žádná turisticky značená trasa. Podél jihovýchodního úpatí Chlumu vede cyklotrasa č. 4319 z Kosteleckých Horek do Vrbice.